# Petrell capblanc
El petrell capblanc (Pterodroma lessonii) és una espècie d'ocell de la família dels procel·làrids (Procellariidae), d'hàbits pelàgics, que habita l'oceà Antàrtic, arribant fins als límits de les glaceres flotants. Cria a les illes Auckland, Kerguelen, Antípodes i Macquarie.